# Musée de l’Homme
Das französische Musée de l’Homme („Museum des Menschen“) ist ein Museum für Vorgeschichte und Anthropologie (Wissenschaft vom Menschen) in Paris. Es befindet sich im Palais de Chaillot (Métro: Trocadéro).

## Geschichte und Bedeutung
Das Museum ist aus dem 1882 von Ernest Hamy gegründeten Musée d’Ethnographie du Trocadéro hervorgegangen und wurde 1937 von Paul Rivet anlässlich der Pariser Weltausstellung neu gegründet. Es baute große vorgeschichtliche und völkerkundliche Sammlungen (Afrika, arktische Regionen, Asien, Amerika – insbesondere zur Kunst der Maya und Azteken und zu Funden über die Entwicklung des Menschen) auf. Zum Museum gehörte eine der bedeutendsten Bibliotheken (180.000 Bände) zu den Themenfeldern Anthropologie, Ethnologie und Vorgeschichte.

Während der deutschen Besetzung Frankreichs im Zweiten Weltkrieg formierte sich im Museum eine Widerstandsgruppe der Résistance. Sieben ihrer Mitglieder wurden am 23. Februar 1942 nach einjähriger Untersuchungshaft in der Festung Mont Valérien und Aburteilung in dem ersten Gerichtsverfahren gegen Mitglieder der Resistance hingerichtet.
Die ethnologischen Sammlungen gingen 2006 in den Besitz des Musée du quai Branly über. Übrig blieben Bestände zur Vorgeschichte und zur naturwissenschaftlichen Anthropologie. Der Musée de l’Homme ist heute ein Teil des Nationalmuseums der Naturgeschichte (Muséum national d’histoire naturelle).

## Umbau 2009–2015
Im Juli 2008 beschloss die französische Regierung, 50 Millionen Euro für die Erneuerung des Museums aufzuwenden. Das Geld soll für eine architektonische Neugestaltung und ein modernisiertes Museumskonzept verwendet werden.
Der Umbau sollte Anfang 2009 beginnen; am 17. Oktober 2015 wurde das Museum für Besucher wiedereröffnet. 2500 m² Ausstellungsfläche stehen für die aus rund 30.000 Exponaten bestehende permanente Ausstellung zur Verfügung, weitere 1000 m² sind für Wechselausstellungen nutzbar. Der Umbau wurde von den Architekten Olivier Brochet, Emmanuel Lajus und Christine Pueyo aus Bordeaux sowie von Emmanuel Nebout aus Montpellier gestaltet. Die Gruppe hatte 2006 den Ausschreibungswettbewerb gewonnen. Neben mehr Raum bietet das neue Museum auch mehr Helligkeit. Licht aus der Kuppel durchflutet den Raum, da auf Zwischendecken verzichtet wird.
Das neue Museum beherbergt zwei große Abteilungen: Préhistoire (Vorgeschichte) unter Leitung von François Semah und Hommes, nature, sociétés (Mensch, Natur, Gesellschaften) unter Leitung von Serge Bahuchet. Projektleiter für die Neugestaltung ist Jean-Pierre Mohen. In beiden Abteilungen werden insgesamt 160 Wissenschaftler forschen. Das Museum ist sowohl der wissenschaftlichen Forschung als auch der Publikumsarbeit gewidmet. Ziel sei es, „dem Publikum die große Saga des Menschen von seinen Ursprüngen bis heute darzustellen und dabei all das zu behandeln, was spezifisch für den Menschen ist: seine Evolution, seine Biologie, seine verschiedenen Gesellschaften, seine Wechselwirkungen mit seiner Umgebung und seine aktuelle Situation“, so Jean-Pierre Mohen.